# Bojan Tabakow
Bojan Tabakow (ur. 2 lutego 1990 roku) - bułgarski piłkarz, występujący na pozycji napastnika, a obecnie zawodnik Lewskiego Sofia przebywający na wypożyczeniu w Łokomotiwie Mezdra.

## Kariera

### Lewski Sofia
Tabakow pochodzi ze szkółki Lewskiego Sofia w której w rezerwach zdobył ponad 200 bramek.
W lecie 2007 został zaproszony na testy do Fenerbahçe SK, gdzie oglądała go legenda brazylijskiego futbolu Zico. Tabakov podczas testów grał w juniorach tej drużyny, ale nie został włączony do pierwszego składu.
11 października 2007 Bojan został zaproszony na testy tym razem do FC Schalke 04. Trenował z drużyną U-19 na okres jednego tygodnia, ale na niego dołączył do pierwszej drużyny.
25 stycznia 2008 podpisał 3 roczny kontrakt z Lewskim.
Pierwszego gola w seniorskiej karierze zdobył 27 lutego 2008 z Akademik Sofia w 64 minucie meczu, a Lewski wygrał ten mecz 3-0. Pierwszy oficjalny mecz zagrał z drużyną Marek Dupnica 9 kwietnia 2008. Tabakow wszedł w 54 minucie, a Lewski na wyjeździe wygrało 0-4.
Treningi z pierwszą drużyną zaczął w sierpniu 2009.

### Łokomotiw Mezdra
11 stycznia 2010 został wypożyczony do Łokomotiwu Mezdra na okres sześciu miesięcy.